# Borsodnádasd
Borsodnádasd ist eine ungarische Stadt im Kreis Ózd im Komitat Borsod-Abaúj-Zemplén.

## Geografische Lage
Borsodnádasd liegt in Nordungarn, ungefähr 40 Kilometer westlich des  Komitatssitzes Miskolc und 12 Kilometer südwestlich der Kreisstadt Ózd.

## Geschichte
Im Jahr 1913 gab es in der damaligen Kleingemeinde 320 Häuser und 2196 Einwohner auf einer Fläche von 4876 Katastraljochen. Sie gehörte zu dieser Zeit zum Bezirk Ózd im Komitat Borsod.